# Chris Glennon
Christopher David Glennon (29 tháng 10 năm 1949 – 10 tháng 5 năm 2016) là một cầu thủ bóng đá người Anh thi đấu ở vị trí tiền đạo ở Football League cho Manchester City và Tranmere Rovers.